# Carl Brisson
Carl Brisson (24 de diciembre de 1893 - 25 de septiembre de 1958), nacido como Carl Frederik Ejnar Pedersen, fue un actor y cantante danés. Apareció en 13 películas entre 1918 y 1935, incluidas dos películas mudas dirigidas por Alfred Hitchcock. En la película de 1934 Murder at the Vanities, presentó la popular canción "Cocktails for Two".

## Vida y carrera
Antes de su carrera como actor y cantante, Brisson fue boxeador durante algunos breves períodos entre 1912 y 1915. Llamó la atención cuando apareció como el príncipe Danilo en la producción londinense de 1923 de La viuda alegre en Daly's. Apareció en el mismo papel cuando fue revivido en el Lyceum Theatre al año siguiente, y lo repitió con frecuencia.
En agosto de 1924, Brisson realizó una gira por provincias como Karl en Katja the Dancer, y finalmente regresó a Londres para aparecer en The Apache en el London Palladium, y más tarde hizo su debut en la pantalla británica en The Ring de Hitchcock.
Brisson estuvo casado con Cleo Willard Brisson desde 1915 hasta su muerte, y fue padre del productor Frederick Brisson y suegro de la esposa de Frederick, la actriz Rosalind Russell. Murió de ictericia en Copenhague.

## Filmografía
- The Mysterious Footprints (1918)
- The Ring (1927)
- The Manxman (1929)
- The Triumph of the Heart (1929)
- The American Prisoner (1929)
- Knowing Men (1930)
- Song of Soho (1930)
- Prince of Arcadia (1933)
- Two Hearts in Waltz Time (1934)
- Murder at the Vanities (1934)
- All the King's Horses (1935)
- Ship Cafe (1935)